# Elbeyli
Elbeyli (früher Alimantar, kurdisch: Eliyê Mentarê) ist eine Kreisstadt und ein Landkreis in der südostanatolischen Provinz Kilis in der Türkei.

## Stadt
Die Stadt liegt etwa 32 km Luftlinie ostsüdöstlich von der Provinzhauptstadt Kilis entfernt (35 Straßenkilometer), direkt an der Grenze zu Syrien. Die Stadt wird in vier Stadtviertel (Mahalle) gegliedert, mit einer Durchschnittsbevölkerung von 509 Bewohnern. Elbeyli beherbergt etwa 35 Prozent der Landkreisbevölkerung. Die im Stadtlogo manifestierte Jahreszahl (1995) dürfte ein Hinweis auf das Jahr der Erhebung zur Stadtgemeinde (Belediye) sein.

## Landkreis
Der Landkreis Elbeyli liegt im Südosten der Provinz und grenzt im Süden an Syrien. Im Westen grenzt Elbeyli an den zentralen Landkreis (Merkez) der Provinzhauptstadt und im Norden und Osten bildet die Provinz Gaziantep die Grenze. Elbeyli ist eine Ebene ohne Waldbestände und ohne Berge und Hügel. Der Kreis hat die zweitniedrigste Bevölkerungsdichte, die etwa ein Viertel des Provinzdurchschnitts beträgt.
Der Landkreis Elbeyli entstand 1995 mit Gründung der Provinz Kilis (Verordnung Nr. 550). Dabei wurde vom Kreis Oğuzeli der Provinz Gaziantep der komplette Bucak Elbeyli (VZ 1990: 8.446 Einw.) abgespalten. Der neue Kreis konnte zur ersten Zählung nach der Eigenständigkeit (1997) 8.312 Einwohner aufweisen, davon in der Kreisstadt 1.129 (VZ 2000: 7.992/2.077). Zum Hauptort wurde das Dorf Alimantar, das in Elbeyli umbenannt wurde, erkoren.
Ende 2020 weist der Landkreis nur die Kreisstadt (Merkez) als Gemeinde (Belediye) auf. Zum Kreis gehören noch 23 Dörfer (Köy, Mehrzahl Köyler) mit einer Durchschnittsbevölkerung pro Dorf von 166 Bewohnern – der niedrigsten Zahl aller vier Kreise der Provinz. Zehn Dörfer haben mehr Einwohner als der Durchschnitt, neun hingegen weniger als 100 Einwohner. Die Palette der Einwohnerzahlen reicht von 40 bis 410. Alahan ist das größte Dorf.

## Ergebnisse der Bevölkerungsfortschreibung
Die nachfolgende Tabelle zeigt den vergleichenden Bevölkerungsstand am Jahresende für die Provinz Kilis, den Landkreis und die Stadt Elbeyli sowie deren jeweiligen Anteil an der übergeordneten Verwaltungsebene. Die Zahlen basieren auf dem 2007 eingeführten adressbasierten Einwohnerregister (ADNKS). Die beiden letzten Wertzeilen entstammen Volkszählungsergebnissen, ebenso die Zahlen des Jahres 2021.

| Jahr | Provinz | Landkreis | Landkreis | Stadt | Stadt |
| Jahr | abs.    | %         | abs.      | %     | abs.  |
| ---- | ------- | --------- | --------- | ----- | ----- |
| 2023 | 155.179 | 4,03      | 6.252     | 35,83 | 2.240 |
| 2022 | 147.919 | 3,78      | 5.594     | 35,29 | 1.974 |
| 2021 | 145.826 | 3,89      | 5.679     | 35,48 | 2.015 |
| 2020 | 142.792 | 4,09      | 5.841     | 34,82 | 2.034 |
| 2019 | 142.490 | 4,20      | 5.986     | 35,25 | 2.110 |
| 2018 | 142.541 | 4,58      | 6.526     | 39,95 | 2.607 |
| 2017 | 136.319 | 3,91      | 5.325     | 35,44 | 1.887 |
| 2016 | 130.825 | 4,37      | 5.722     | 32,93 | 1.884 |
| 2015 | 130.655 | 4,48      | 5.852     | 31,92 | 1.868 |
| 2014 | 128.781 | 4,65      | 5.982     | 31,36 | 1.876 |
| 2013 | 128.586 | 5,05      | 6.491     | 31,12 | 2.020 |
| 2012 | 124.320 | 4,78      | 5.943     | 30,41 | 1.807 |
| 2011 | 124.452 | 5,14      | 6.391     | 28,56 | 1.825 |
| 2010 | 123.135 | 5,43      | 6.688     | 28,38 | 1.898 |
| 2009 | 122.104 | 5,60      | 6.842     | 28,06 | 1.920 |
| 2008 | 120.991 | 5,91      | 7.146     | 28,84 | 2.061 |
| 2007 | 118.457 | 5,67      | 6.714     | 34,64 | 2.326 |
| 2000 | 114.724 | 6,97      | 7.992     | 25,99 | 2.077 |
| 1997 | 109.908 | 7,56      | 8.312     | 28,55 | 2.373 |